# Chery QQme
Chery QQme (S16) — городской автомобиль, производящийся в Китае компанией Chery Automobile с 2009 по 2011 год.

## Описание

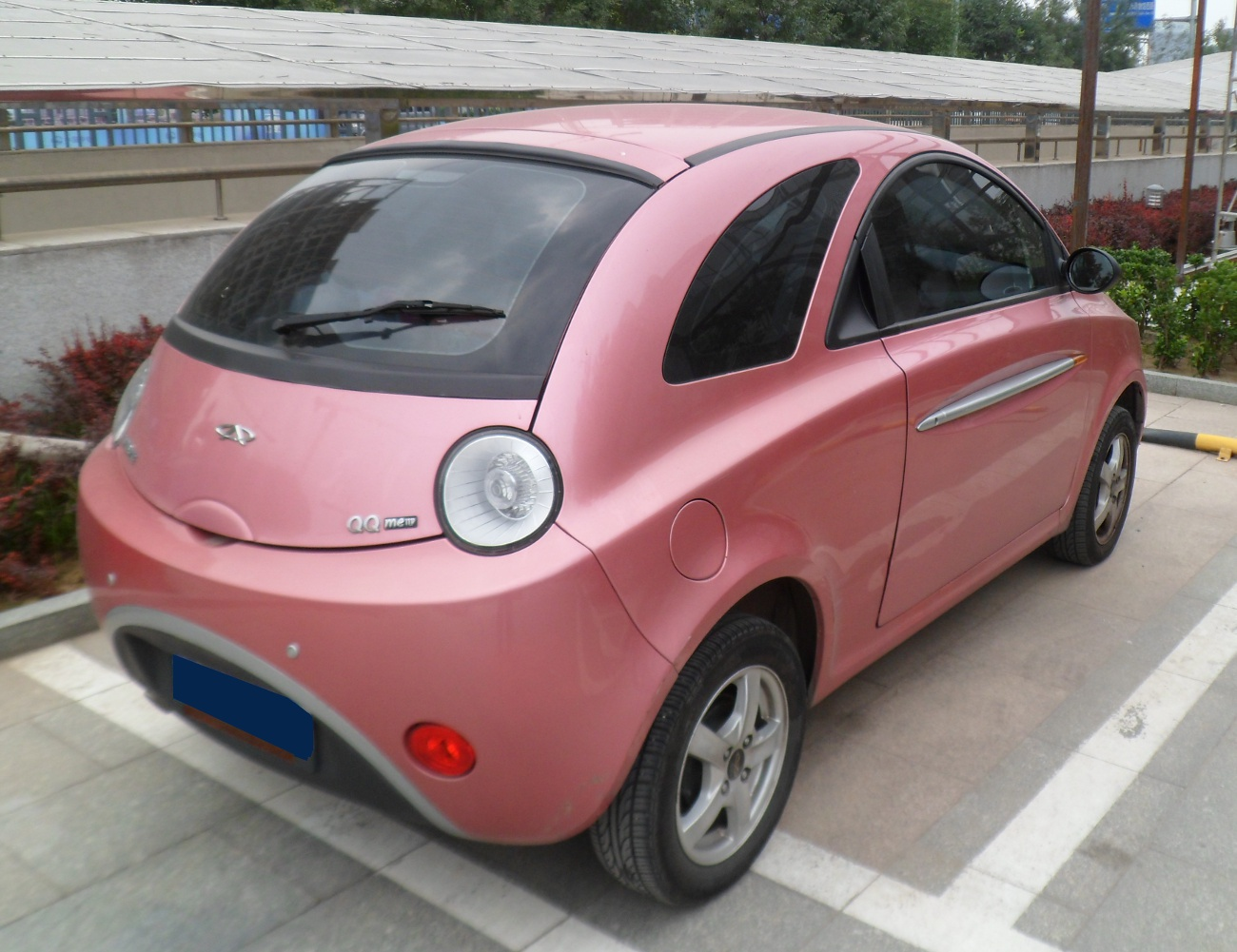
Вид сзади

Компания Chery создала гамму QQ в 2006 году. В модельный ряд входили Chery QQ3, Chery QQ6 и Chery QQme.
Цены Chery QQme составляли 55000—69000 юаней. Годовые продажи составляли от нескольких сотен до тысяч экземпляров.
Chery QQme дебютировал в 2005 году на автосалоне в Шанхае под индексом Chery WOW. В разработке принимал участие итальянский дизайнер Энрико Фумиа.

## Продажи
В 2009 году было продано 1350 экземпляров Chery QQme, в 2010 году — 374 экземпляра, а в 2011 году — 102 экземпляра. К окончанию производства было выпущено 1826 экземпляров.